# Parc d'Hesperia
Pour les articles homonymes, voir Hesperia (homonymie).
Le parc d'Hesperia (en finnois : Hesperian puisto, en suédois : Hesperiaparken) est un parc en bordure de la baie de Töölö à Helsinki en Finlande.

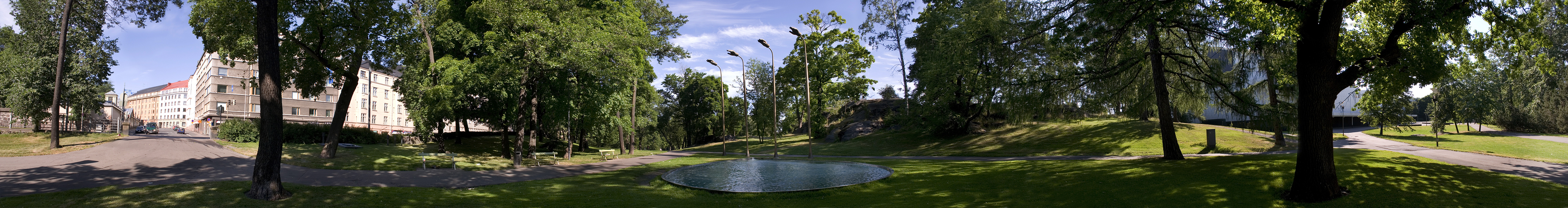
Le parc d'Hakasalmi.

## Description
Le parc est limité à l'ouest par la route Mannerheim qui le sépare ainsi de l'esplanade d'Hesperia, au sud par la maison Finlandia et au nord par l'Opéra national de Finlande.
Un chemin va du parc jusqu'à la rue d'Helsinki (Helsinginkatu), et il longe le parc Eläintarha.
Au sud du parc d'Hesperia, se trouve le parc d'Hakasalmi avec lequel il n'y a pas de délimitation claire.
Selon le plan d'urbanisme du centre d'Helsinki tracé en 1962 par Alvar Aalto le parc d'Hesperia devait être loti d’immeubles publics.
Entre ces bâtiments et la Mannerheimintie ne serait resté qu'une zone de verdure étroite.
Le conseil municipal accepte le plan d'Aalto, mais comme il a une forte opposition le plan est abandonné par la suite.
Un nouveau plan d'urbanisme sans les bâtiments est confirmé en 1985.
Selon ce nouveau plan, la seule construction restant au sud du parc est la maison Finlandia.